# Dionysia curviflora
Dionysia curviflora là một loài thực vật có hoa trong họ Anh thảo. Loài này được Bunge mô tả khoa học đầu tiên năm 1871.